# GrapheneOS
GrapheneOSは、Androidをもとに開発されたオープンソースでプライバシーとセキュリティを重視した一部のGoogle Pixel端末（スマートフォン、タブレット、折りたたみ端末を含む）向けのモバイルオペレーティングシステムである。エドワード・スノーデンが推薦した。当初はAndroid Hardening、AndroidHardeningと呼ばれていた。

## 歴史
主要開発者のDaniel Micayは、Copperhead Limitedでソフトウェアのライセンスに関する分裂が起き、2018年にCopperhead Limitedを解雇されるまで、CopperheadOSの開発に携わっていた。この出来事の後、MicayはAndroid Hardeningプロジェクトでの作業を継続し、このプロジェクトはのちにGrapheneOSに改称され、2019年4月に発表された。
9to5GoogleのDamien Wildeによると、GrapheneOSはGoogleに先立って、ProtonAOSPに次いで2番目にGoogle Pixel向けにAndroid 12Lをリリースした。
GrapheneOSのアプリ「Secure Camera」および「Secure PDF Viewer」（PDF.jsをもとに開発）は、Google PlayストアおよびGitHubでリリースされている。

## 機能

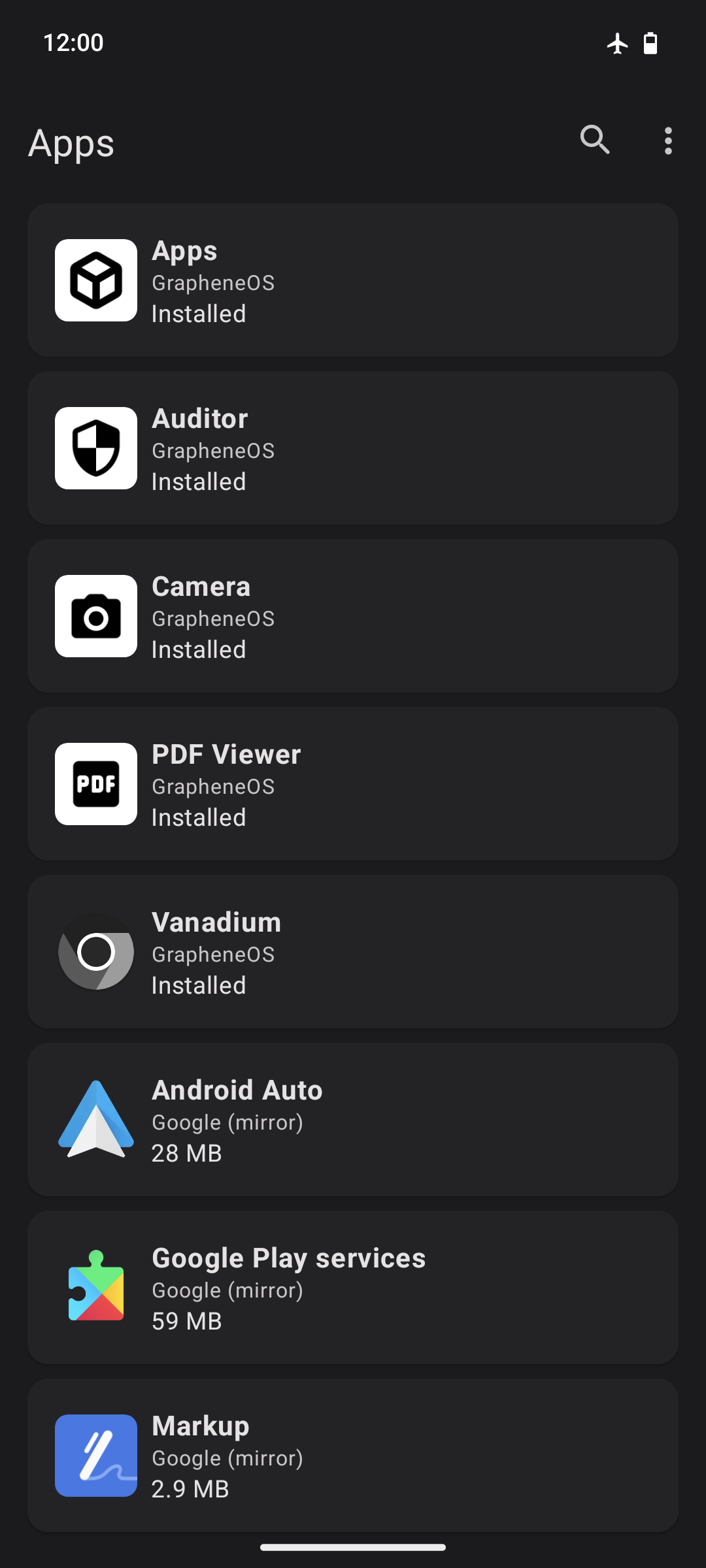
GrapheneOSのデフォルトの「Apps」アプリの画面

2024年3月現在、GrapheneOSはGoogle Pixelのみをサポートしている。デフォルトでは、GoogleアプリはGrapheneOSにインストールされていないが、サンドボックス版Google Play開発者サービスをGrapheneOSに含まれる「Apps」アプリからインストールできる。サンドボックス版Google Play開発者サービスをインストールすることで、プッシュ通知およびアプリ内購入などの機能に加えて、Google Playストアや、Google Play開発者サービスに依存するアプリを利用できる。
GrapheneOSは、Vanadiumと呼ばれるChromiumベースの強化版ウェブブラウザおよびWebView実装を開発した。
GrapheneOSでは、除去可能なネットワークへのアクセス権限およびセンサへのアクセス権限トグルをインストール済みの各アプリに追加する。また、デフォルトでMACアドレスを各接続ごとにランダム化し、ロック画面でのPINのスクランブル機能を追加する。ハードウェアベースの構成証明アプリであるAuditorも含む。
2024年1月時点で、Android Autoがサポートされており、「Apps」アプリからインストールできる。サンドボックス版Google Play互換性レイヤーにより、Android Auto、ワイヤレスAndroid Auto、オーディオルーティングおよび電話を利用するのに必要な最低限のアクセスを許可するための4つのトグルを含む権限メニューが追加される。